# Dornstadt (Landschaftsschutzgebiet)
Das Landschaftsschutzgebiet Dornstadt ist ein mit Verordnung der Unteren Naturschutzbehörde beim Landratsamt Alb-Donau-Kreis vom 10. November 2000 ausgewiesenes Landschaftsschutzgebiet (LSG-Nummer 4.25.118).

## Lage und Beschreibung
Das 2.106,324 Hektar große Landschaftsschutzgebiet liegt am Südrand der Schwäbischen Alb westlich der Gemeinde Dornstadt. Es besteht aus zwei Teilen. Der größere Teil liegt bei Scharenstetten und der kleinere Teil befindet sich bei Bollingen. Das Gebiet gehört zu den Naturräumen Mittlere Kuppenalb, Mittlere Flächenalb, Albuch und Härtsfeld und Lonetal-Flächenalb.
Laut Steckbrief handelt es sich um besonders markante Landschafts- und Nutzungsformen der Kuppen- und Flächenalblandschaft mit Kuppen, Senken und Trockentälern mit charakteristischen landschaftsbildprägenden und ökologisch wertvollen Kulturlandschaftselementen, wie: Feldhecken, Feldgehölze, Einzelbäume, Baumgruppen, Streuobstwiesen, Feldraine, Dolinen, Hülen, Magerrasen und Wacholderheiden; unverbaute und landschaftsästhetisch ansprechende Kulturlandschaft; lokal und regional bedeutsame Erholungsräume.
Das Landschaftsschutzgebiet hat Anteile am FFH-Gebiet Kuppenalb bei Laichingen und Lonetal sowie am Vogelschutzgebiet Täler der Mittleren Flächenalb.

## Schutzzweck
Wesentlicher Schutzzweck ist
- die Erhaltung der Vielfalt, Eigenart und Schönheit der Kuppen- und Flächenalblandschaft mit ihren Kuppen, Senken und Trockentälern;
- die Erhaltung der für die Kuppen- und Flächenalb besonders markanten Landschafts- und Nutzungsformen und der charakteristischen landschaftsbildprägenden und ökologisch wertvollen Kulturlandschaftselemente wie: Feldhecken, Feldgehölze, Einzelbäume, Baumgruppen, Streuobstwiesen, Feldraine, Dolinen, Hülen, Magerrasen und Wacholderheiden;
- die Erhaltung der unverbauten und landschaftsästhetisch ansprechende Teile der Kulturlandschaft als lokal und regional bedeutsame Erholungsräume.